# فرانسيس نيل لين
فرانسيس نيل لين (بالإنجليزية: Neal Francis Lane)‏ (و. 1938 – م) هو فيزيائي من الولايات المتحدة الأمريكية ولد في أوكلاهوما سيتي، أوكلاهوما.

## التعليم
تعلم في جامعة أوكلاهوما.

## مناصب وهيئات
أدار جامعة رايس.